# Sarpang (district)
Sarpang (alternatieve spelling Geylegphug, Gaylegphug, Gelephu of Sarbhang) is een van de dzongkhag (districten) van Bhutan. De hoofdstad van het district is Sarpang. In 2005 telde het district 41.549 inwoners.
Bumthang · Chukha · Dagana · Gasa · Haa · Lhuntse · Mongar · Paro · Pemagatshel · Punakha · Samdrup Jongkhar · Samtse · Sarpang · Thimphu · Trashigang · Trashiyangste · Trongsa · Tsirang · Wangdue Phodrang · Zhemgang